# Dof kleinkopje
Het dof kleinkopje (Plinthisus pusillus) is een wants uit de onderfamilie Rhyparochrominae en uit de familie bodemwantsen (Lygaeidae).
De onderfamilie Rhyparochrominae wordt ook weleens als een zelfstandige familie Rhyparochromidae gezien in een superfamilie Lygaeoidea. Lygaeidae is conform de indeling van bijvoorbeeld het Nederlands Soortenregister.

## Uiterlijk
Het dof kleinkopje is 1,6 tot 2,5 mm lang. Het zijn zeer kleine, zwarte wantsen met een afgeplatte lichaamsbouw. In verhouding met het lichaam is de kop smal en klein en lijkt hij gedeeltelijk verzonken in het lichaam. Hij is over het gehele lichaam gepuncteerd. Ze zijn gewoonlijk kortvleugelig (brachypteer), maar ze kunnen ook langvleugelig (macropteer) zijn.

## Verspreiding en habitat
De soort komt voor in Europa van het zuidelijk deel van Scandinavië tot het noorden van het Middellandse Zeegebied, maar ontbreekt in het uiterste zuidwesten. Naar het oosten is hij verspreid tot in Siberië en het gebied rond de Kaspische Zee. Hij wordt gevonden in open warme, droge leefgebieden, vaak met een zandbodem of met een kalkachtige bodem.

## Leefwijze
De wantsen leven voornamelijk op de bodem van de zaden. Op zandgrond kunt ze aantreffen onder bijvoorbeeld struikhei (Calluna). De imago’s en soms ook de nimfen overwinteren. De volwassen wantsen van de nieuwe generatie zijn er ongeveer vanaf juli.